# Manuel Weiss
Manuel Weiss (* 23. Februar 1982) ist ein deutscher Regisseur, Produzent und Drehbuchautor von Produktionen wie „Ebersberg“, dem Spielfilm „Im Wald“ oder der ARD-Serie „Hubert ohne Staller“. Bis 2010 war er außerdem Schlagzeuger der deutschen Rockband Jenson. Er lebt in München.

## Musik
Weiss war von 2005 bis 2010 Schlagzeuger der Rockband Jenson, mit welcher er ca. 400 Clubshows in Deutschland, Österreich und der Schweiz spielte. 2007/2008 war er mit Jenson unter anderem Teil der Radio Energy Musictour in München, Stuttgart und Nürnberg, wo er sich die Bühne mit Bands wie den Fantastischen Vier, Jennifer Rostock oder den Donots teilte. Mit Jenson spielte Weiss außerdem als Support für Tito & Tarantula und J.B.O.
Mit Jenson veröffentlichte er 2007 das Album Großstadtschmutz. Der Song Wir werden …, der unter anderem als Titelsong für den DFL-Ligapokal auf SAT1 und Pro7 fungierte, belegte Platz 88 der deutschen Charts.
Nach der Trennung vom ersten Label 313Music, mit Labelchef Thomas Stein, entstand 2009 das 2te Album Auf nie mehr Wiedersehen unter der Regie von Kurt Ebelhäuser.
Nach der Auflösung von Jenson zog sich Weiss aus der Musikbranche zurück und widmete sich dem Film.
Ab Mai 2020 erschien der Podcast mit dem Titel „Möchtegern Rockstars – erfolgreich scheitern“, den Weiss gemeinsam mit seinem ehemaligen Bandkollegen und Sänger der Band Jenson, Florian Pfisterer produziert. Inhaltlich geht es um die Geschichte der Rockband Jenson von 2005 bis 2010 und wieso das Quartett am Ende trotz aller Bemühungen und Plattenvertrag scheiterte.

## Film und Fernsehen
2009 begann Weiss seine Arbeit bei ProSiebenSat.1 Media SE und produzierte „Blockbuster TV“ mit Steven Gätjen sowie Webshows zu Voice of Germany oder Germany's next Topmodel. Für die Sendung The Voice of Germany realisierte Weiss als Producer und Regisseur die bis dato erfolgreichste Websendung „Etage 7“ mit u. a. Robert Redweik als Moderator. Neben seiner Tätigkeit bei ProSiebenSat.1 Medie SE gründete er seine Produktionsfirma Weiss Entertainment (jetzt Widescreen Films), mit der er fiktionale Inhouse Produktionen und zahlreiche Musikvideos entwickelt und umsetzt. 2015 produzierte er die Webserie Ebersberg; die Staffel 2 erhielt vom FilmFernsehFonds Bayern einen Zuschuss über 30.000 Euro. Die Serie wird unter anderem auf Prime Video vertrieben und erhielt mehrere Auszeichnungen auf internationalen Filmfestivals. Unter anderem wurde die Serie beim Monkey Tree Bread Festival als beste Webserie ausgezeichnet. 2018 drehte er als Chefkameramann den europäischen Teil des Kinofilms „Ausgrissn“, den Weiss auch finanziell unterstütze. 2020 erschien seine erste, ebenfalls vom FFF Bayern geförderte Spielfilmproduktion „Tag X“. Sie wird im Verleih von Studio Hamburg Enterprises als Video on Demand auf Amazon, Google Play Store, Apple TV+ und iTunes vertrieben. Im Frühjahr 2021 begannen die Dreharbeiten zum zweiten Spielfilm „Im Wald“, der in Kooperation mit Tobias Kays Produktionsfirma Zenoil produziert wurde. Der Film feierte auf den 55. Internationalen Hofer Filmtagen 2021 seine Premiere und war als bester Film für das neue deutsche Kino nominiert. Im Oktober 2022 gewann „Im Wald“ den Award of Excellence International Feature auf dem Catalina Film Festival in Los Angeles. Der Film erscheint international im Verleih von Daredo am 28. Oktober 2022 auf Amazon, Google Play Store, Apple TV+, ChiliTV und Sooner. In der Nacht auf den 6. Februar 2022 wurden beide Staffeln von Ebersberg nonstop im Bayerischen Fernsehen ausgestrahlt. Seit 2022 ist er unter anderem als Regisseur und Autor für die erfolgreiche ARD-Serie Hubert ohne Staller tätig.

## Filmografie (Auszug)

### Als Regisseur
- 2003: Schatten der Vergänglichkeit (Abschlussfilm)
- 2004: Counterblow – Syff (Musikvideo)
- 2012: Maschine – Redweik (Musikvideo)
- 2012: Wenn die Welt heut untergeht – DRDW (Musikvideo)
- 2013: Sammelst du Herzen – Redweik (Musikvideo)
- 2014: Der Vater (Mittellanger Spielfilm)
- 2014: Too close – Alex Clare unplugged (Universal)
- 2014: Gehma steil – DRDW (Musikvideo)
- 2016: Ebersberg Staffel I (Serie)
- 2016: Tengelmann – Lukas Lurex (Musikvideo)
- 2017: Ebersberg Staffel II (Serie / Bayerischer Rundfunk)
- 2017: Feia – DRDW (Musikvideo)
- 2019: Tag X (Spielfilm / Studio Hamburg Enterprises)
- 2020: Fujitsu (Werbung)
- 2020: Ausgrissn (als Co-Producer & DOP / Kinospielfilm / Paramount)
- 2020: Robo DK (Werbung)
- 2020: Ebersberg Staffel III (Marketing Trailer)
- 2021: BBQIANER (Werbung)
- 2021: Im Wald (Spielfilm)
- 2022: Hubert ohne Staller 2 Folgen (Serie / ARD)
- 2023: Hubert ohne Staller 4 Folgen (Serie / ARD)
- 2023: Nur wegen Dir – DRDW (Musikvideo)
- 2024: Hubert ohne Staller 6 Folgen (Serie / ARD)
- 2025: Hubert ohne Staller 3 Folgen (Serie / ARD)

### Als TV-Producer / TV-Redakteur
- 2009: Popstars Finalshow (Webshow | ProSieben.de)
- 2009–2011: Blockbuster TV mit Steven Gätjen (Kinomagazin | ProSieben.de)
- 2010: Duell der Magier TV Special (TV-Sendung | Disney/ProSieben)
- 2010: Germany’s Next Topmodel (Webshow | ProSieben.de)
- 2010: Fort Boyard (TV-Sendung | Kabel eins)
- 2010: Miley Cyrus TV Special (TV-Sendung | Disney/ProSieben)
- 2011: Voice of Germany – Etage 7 (Webshow | ProSieben.de/Sat1.de)
- 2011: Germany’s Next Topmodel Finalshow (Webshow | ProSieben.de)
- 2011: Tron Legacy TV Special (TV-Sendung | Disney/ProSieben)
- 2013: Etage 7 – Voice of Germany Edition (Webshow | ProSieben.de)
- 2013: Etage 7 – Germany’s Next Topmodel Edition (Webshow | ProSieben.de)
- 2013: MyVideo Rushhour (Webshow | myvideo.de)
- 2014: Etage 7 – Germany’s Next Topmodel Edition (Webshow | ProSieben.de)

### Als Drehbuchautor (produzierte Bücher)
- 2003: Schatten der Vergänglichkeit (Abschlussfilm)
- 2014: Der Vater (Mittellanger Spielfilm)
- 2016: Ebersberg Staffel I (Serie / Bayerischer Rundfunk)
- 2017: Ebersberg Staffel II (Serie / Bayerischer Rundfunk)
- 2019: Tag X (Spielfilm / Studio Hamburg Enterprises)
- 2021: Im Wald (Spielfilm)
- 2023: Hubert ohne Staller – Hahn im Korb (Serie / ARD)
- 2025: Hubert ohne Staller - Tödliche Koordinaten (Serie / ARD)

### Als Kameramann
- 2012: Maschine Unplugged – Redweik (Albumvideo)
- 2012: Wenn die Welt heut untergeht – DRDW (Musikvideo)
- 2013: Sammelst du Herzen – Redweik (Musikvideo)
- 2014: Der Vater (Mittellanger Spielfilm)
- 2014: Too close – Alex Clare unplugged (Universal)
- 2014: Gehma steil – DRDW (Musikvideo)
- 2016: Ebersberg Staffel I (Serie)
- 2016: Tengelmann – Lukas Lurex (Musikvideo)
- 2017: Ebersberg Staffel II (Serie)
- 2017: Feia – DRDW (Musikvideo)
- 2019: Tag X (Spielfilm)
- 2020: Ausgrissn (Kinospielfilm / Paramount)
- 2020: VW (Werbespot)
- 2023: Nur wegen Dir – DRDW (Musikvideo)

### Als Musiker
- 2007: Wir werden – Jenson (Musikvideo)
- 2008: Du machst mich kaputt – Jenson (Musikvideo)

### Als Schauspieler
- 2014: Sammelst du Herzen – Redweik (Musikvideo)
- 2016: As fast as you can – Cosby (Musikvideo)
- 2022: Im Wald (Spielfilm)
- 2022: Hubert ohne Staller (nur Stimme)